# West Fraser Timber
West Fraser Timber Co. Ltd. er en canadisk skovindustrikoncern med hovedkvarter i Vancouver, British Colombia. De fremstiller tømmer, byggematerialer, pulp og papir. Desuden forvalter de større skovområder i Canada.
West Fraser blev etableret af tre brødre fra Seattle: Pete, Bill og Sam Ketcham i 1955.